# Shafrir
Der Shafrir (hebräisch שפריר) ist eine Kurzstrecken-Luft-Luft-Lenkwaffe aus israelischer Produktion. Sie ist die erste Luft-Luft-Lenkwaffe, welche in Israel entwickelt wurde.

## Entwicklung
Mitte der 1950er-Jahre analysierte man in Israel die aus den Vereinigten Staaten importierten AIM-9B Sidewinder. Basierend auf dieser Luft-Luft-Lenkwaffe wollte man einen neuen Flugkörper mit besseren Leistungen entwickeln. Die Entwicklung der Shafrir 1 begann 1959 unter Beibehaltung der Sidewinder-Konzeptes. Projektleiter war der aus den Vereinigten Staaten eingewanderte Ingenieur Hillel Bar-Lev, der bereits im Sidewinder-Programm mitgearbeitet hatte. Die ersten Testschüsse gegen Boden- und Fallschirmziele erfolgten im Juni 1960. Testschüsse gegen Unbemannte Luftfahrzeuge erfolgten 1963 in Zusammenarbeit mit Frankreich an der Côte d’Azur. Bei diesen Tests waren die Leistungen der Shafrir 1 in Folge des unausgereiften Suchkopfes enttäuschend. Aufgrund dessen wurden 1964 nur ein paar Dutzend Shafrir 1 an die Israelischen Luftstreitkräfte geliefert.
Nach enttäuschenden Leistungen der Shafrir 1 im Sechstagekrieg, in dem mit diesen Lenkwaffen nur 6 Abschüsse erzielt wurden, begann man Ende 1964 mit der Entwicklung der verbesserten Shafrir 2. Dabei flossen auch die Erfahrungen aus dem Sechstagekrieg mit ein. Im Jahr 1969 wurden die ersten Shafrir 2 an die Israelischen Luftstreitkräfte ausgeliefert und ersetzte dort das Vorgängermodell. Danach folgten Exporte in verschiedene Staaten. Bis zum Produktionsende im Jahr 1978 wurden über 1000 Shafrir 2 produziert.
Bei den Israelischen Verteidigungsstreitkräften und in einigen Exportländern wurde die Shafrir zu Beginn der 1980er-Jahre durch die Python-3 ersetzt.

## Varianten
- Shafrir 1: Initialversion aus dem Jahr 1964. Nur in Kleinserie produziert. Max. Schussdistanz 5 km.[2][6]
- Shafrir 2: Serienversion aus dem Jahr 1969. Mit verbessertem Suchkopf, Näherungszünder und größerem Raketenmotor. Max. Schussdistanz 9 km.[4][6]
- Shafrir 3: Verbesserte Weiterentwicklung der Shafrir 2. Später in Python-3 umbenannt.[7]

## Technik
Bei der Shafrir wurde der generelle Aufbau und die Geometrie der AIM-9B Sidewinder übernommen. Die Lenkwaffen haben einen schlanken, zylinderförmigen Rumpf und sind in drei Sektionen aufgeteilt: Hinter der transparenten Lenkwaffenspitze befinden sich der passive Infrarot-Suchkopf mit einem Spiegel und Bleisulfid-Fotowiderständen. Bei der Ausführung Shafrir 2 wird der Suchkopf vor dem Start durch Stickstoff gekühlt. Dafür ist die Lenkwaffe mit einem Schlauch an die Außenlaststation verbunden, in dem sich ein kleiner Gasbehälter befindet. Bei der Shafrir 2 befinden sich unmittelbar hinter dem Suchkopf acht Infrarot-Emitter für den Näherungszünder, die den Gefechtskopf in der Nähe des Ziels zur Detonation bringen. Dahinter ist die Elektronik, die Daten sammelt, Signale interpretiert und Steuersignale generiert, verbaut. Von der Elektronik führt eine elektrische Kabelverbindung zur Außenlaststation des Flugzeugs. Am hinteren Ende der Elektronik ist der Gasgenerator für Elektrische Energie platziert. Danach folgen die Aktuatoren für die Steuerflächen. Dahinter ist der Splittergefechtskopf untergebracht. Dieser wiegt 11 kg und hat einen Sprengstoffanteil von 4 kg. Anschließend folgt das Feststoffraketentriebwerk mit Doppelbasistreibstoff sowie die Düse am Heck. Bei der Shafrir 2 wiegt das Raketentriebwerk rund 50 kg. Am Flugkörperrumpf sind zwei Gruppen von Lenk- und Steuerflächen angebracht. Im hinteren Bereich sind vier trapezförmige Stabilisierungsflächen montiert. An diesen sind drehenden Scheiben (Zahnräder) auf der Oberfläche angebracht (englisch „rollerons“). Diese unterbinden mit der durch den Luftfluss entstehenden gyroskopische Kraft die Rollbewegung des Flugkörpers. Am vorderen Viertel des Flugkörperrumpfs sind vier dreieckförmige Steuerflächen angebracht.
Um die Shafrir zu starten, muss der Pilot sein Flugzeug und damit den Suchkopf der Shafrir auf das Ziel ausrichten. Dabei muss der Suchkopf die heiße Öffnung vom Turbinen-Strahltriebwerk des Zieles erfassen. Daher können mit der Shafrir Flugziele nur aus der hinteren Hemisphäre bekämpft werden. Frontal anfliegende Ziele können nicht bekämpft werden. Hat der Suchkopf das Ziel erfasst, wird dies dem Piloten im Headset mit einem Audiosignal (ein hohes Pfeifen in Abhängigkeit von der Qualität der Zielerfassung) mitgeteilt. Zusätzlich wird im Head-up-Display ein entsprechendes Symbol eingeblendet. Nach dem Start beschleunigt das Raketentriebwerk die Shafrir auf eine Geschwindigkeit von rund Mach 2,5. Das Raketentriebwerk hat eine Brenndauer von 5 Sekunden. In großer Flughöhe hat die Shafrir eine Reichweite von 5–9 km. In tiefer Flughöhe liegt die Reichweite bei 3–4 km. Die minimale Bekämpfungsdistanz beträgt 600 m. Der Zielanflug erfolgt nach dem Prinzip der Proportionalnavigation. Dabei kann die Shafrir 1 Flugmanöver mit einer maximalen Querbelastung von 2,5 g durchführen. Die Shafrir 2 kann solche mit einer maximalen Querbelastung von 6 g durchführen. Die Ausführung Shafrir 1 verfügt nur über einen Aufschlagzünder und muss daher das Ziel direkt treffen. Die spätere Shafrir 2 verfügt über einen zusätzlichen Näherungszünder, welcher den Gefechtskopf auch bei einem knappen Vorbeiflug auslöst. Wird das Ziel verfehlt, so zerstört sich die Lenkwaffe nach einer Flugzeit von 27 Sekunden durch Selbstzerlegung.

## Plattformen
Daten aus
- Dassault „Mirage III“
- Dassault „Mirage 5“ und „Mirage 50“
- CASA C-101 „Aviojet“
- IAI Kfir
- IAI Nescher
- Douglas A-4 „Skyhawk“
- McDonnell F-4 „Phantom II“
- Northrop F-5E „Tiger II“
- McDonnell F-15 „Eagle“
- General Dynamics F-16 „Fighting Falcon“

## Einsatz
Die Israelischen Luftstreitkräfte setzten die Shafrir im Sechstagekrieg, im Abnutzungskrieg, im Jom-Kippur-Krieg und im Libanonkrieg 1982 ein. Nach israelischen Angaben sollen bei diesen Konflikten über 100 Flugzeuge mit der Shafrir 2 abgeschossen worden sein. Im Falklandkrieg setzten die Streitkräfte Argentiniens die Shafrir 2 mit nur mäßigem Erfolg ein. Die Fuerza Aérea Ecuatoriana setzten die Shafrir 2 im Cenepa-Krieg ein. Die früheren südafrikanischen Streitkräfte setzten die Shafrir 2 im Krieg gegen Angola und die SWAPO ein.

## Nutzerstaaten
Daten aus
- Argentinien – 350
- Chile – 400
- Ecuador – 75
- Honduras – 100
- Israel – unbekannte Anzahl
- Kolumbien – 80
- Südafrika – unbekannte Anzahl
- Taiwan – 41
- Türkei – unbekannte Anzahl